# 安藤孝行
安藤 孝行（あんどう たかつら、1911年7月28日 - 1984年5月26日）は、日本の哲学者、翻訳家。岡山大学名誉教授。

## 経歴

### 出生から学生時代
1911年、愛知県西春日井郡豊山村（現：豊山町）生まれ。1929年、旧制・明倫中学校を出て、第八高等学校(文科甲類)に進学。1933年、京都帝国大学文学部哲学科に進んだ。大学では、田辺元らの指導を受ける。1936年に同大学を卒業し、大学院に進んだ。

### 哲学者、教員として
1941年、第四高等学校教授に着任。太平洋戦争を経て、1949年に金沢大学助教授に就任。1951年、教授に昇格。1953年より立命館大学文学部教授。1958年からは文学部長を務めた。1956年、東京大学にて文学博士号を取得。1967年、岡山大学教授に転じた。1975年に岡山大学を定年退官し、名誉教授となった。

## 受賞・栄典
- 1964年：『形而上学』で日本翻訳文化賞を受賞。

## 研究内容・業績
俳句や和歌を嗜み、画集を出すなど多芸な人物であった。専門は西洋哲学であったが、白雲山人と号し、独自の理論をもって詩文の翻訳を行った。

## 著作

### 著書
- 『絶対自力の哲学』（東西文庫） 1948
- 『綜合科学としての哲学』（近藤書店） 1950
- 『アリストテレースの存在論』（弘文堂） 1958
- 『形而上学 その概念の批判的概観』（勁草書房） 1962
- 『エピクロスの園 存在と人間についての省察』（理想社、人生論ブックス） 1966
- 『科学者と哲学者の対話』（理想社） 1966
- 『唐詩唱和』（白雲山人名義、明治書院） 1972
- 『唱和の遊び』（桜楓社） 1974
- 『アリストテレス研究 認識と実践』（公論社） 1975
- 『ハイデッガーの存在論』（公論社） 1975
- 『神の存在証明』（公論社） 1980
- 『存在の探求 古代中世の存在概念』（公論社） 1980
- 『創造画集』（白雲山房） 1982
- 『杜蘇唱和』（白雲山房） 1982
- 『存在の忘却 近世の存在概念』（白雲山房） 1981、のち行路社 1989
- 『存在の解明』（行路社） 1991

### 翻訳
- 『範疇論 / 命題論』（アリストテレス、増進堂） 1949
- 『倫理学の諸問題』（M・シュリック、法律文化社、世界の思想） 1967
- 『るばいやあと 詩集』（おまある・はいやあむ、丘書房） 1980
- 『葦の葉笛 西詩唱和』（訳著、白雲山房） 1982
- 『存在と本質』（エティエンヌ・ジルソン、行路社） 1981

## 参考資料
- 日下耕三「現代教育の理想像としての安藤孝行」『奈良学園大学紀要』第4巻、奈良学園大学、2016年3月、137-149頁、CRID 1050564288887766272、ISSN 2188-918X、NAID 120005827870。